# فرانچسکو اسکوارچونی
فرانچسکو اسکوارچونی (ایتالیایی: Francesco Squarcione; ۱ ژانویهٔ ۱۳۹۷ – ۱ ژانویهٔ ۱۴۶۸) نقاش اهل ایتالیا بود.
از شاگردان وی میتوان به آندرئا مانتنیا، کوزیمو تورا و کارلو کریولی اشاره کرد.

## نگارخانه

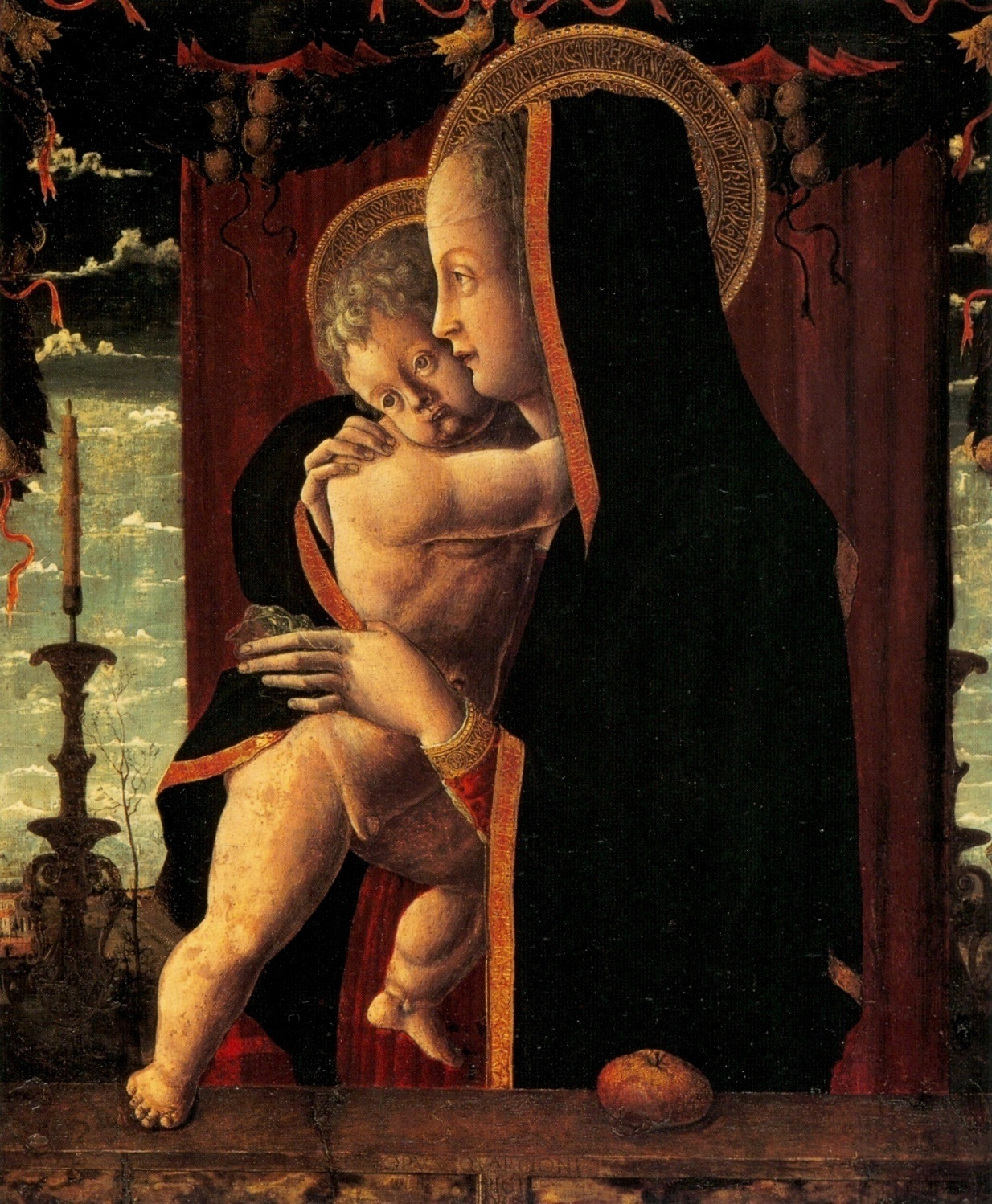
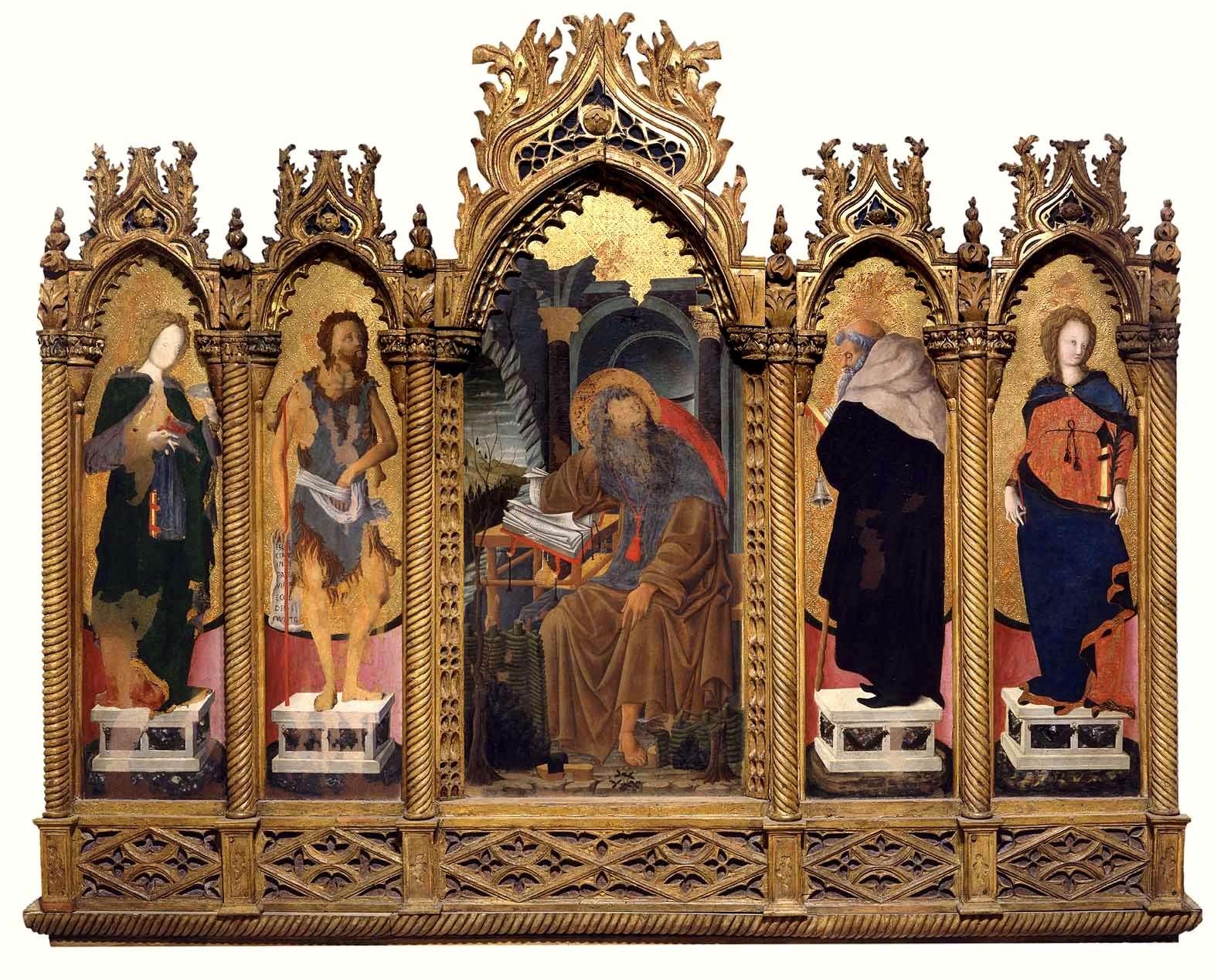
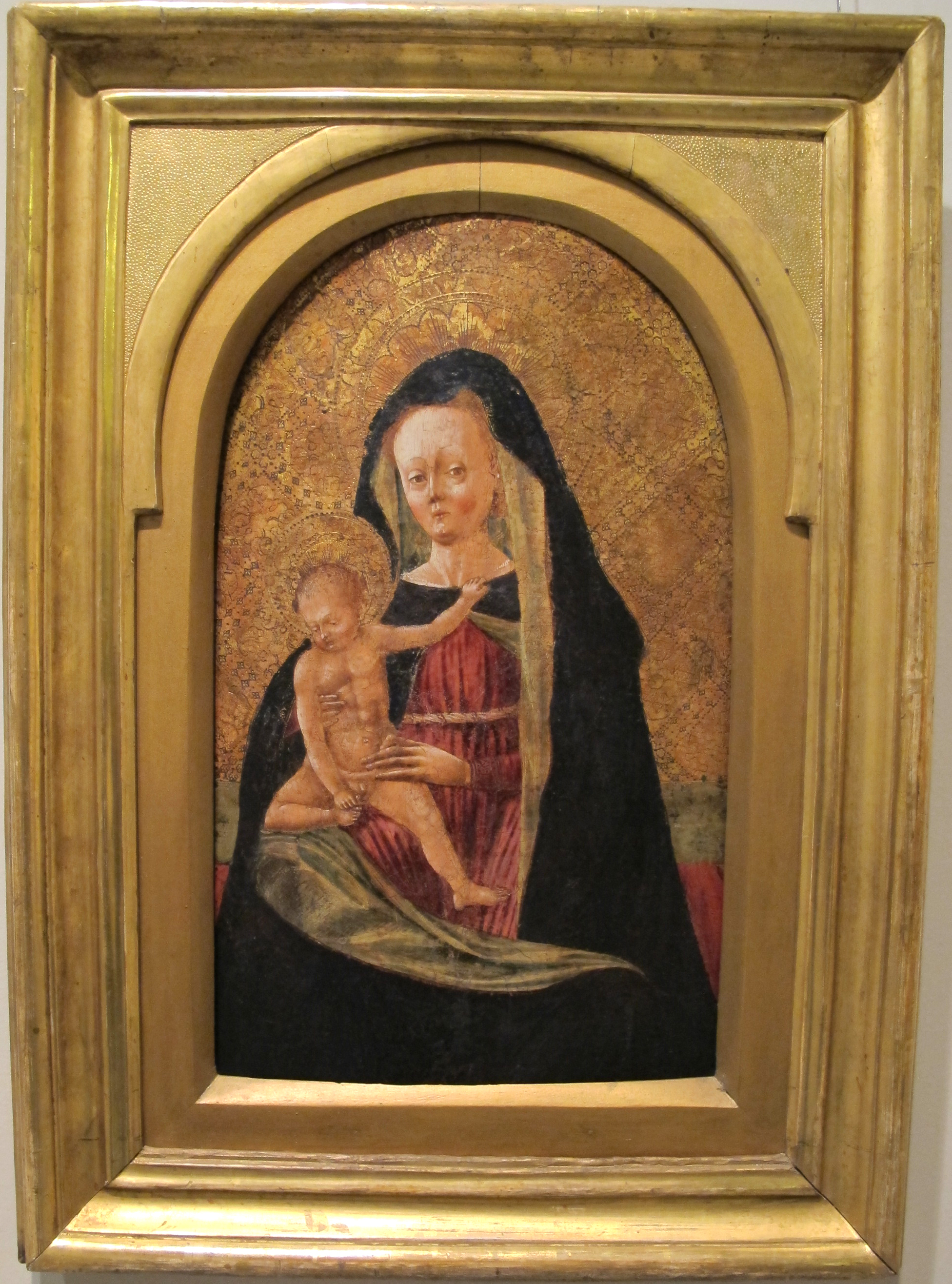
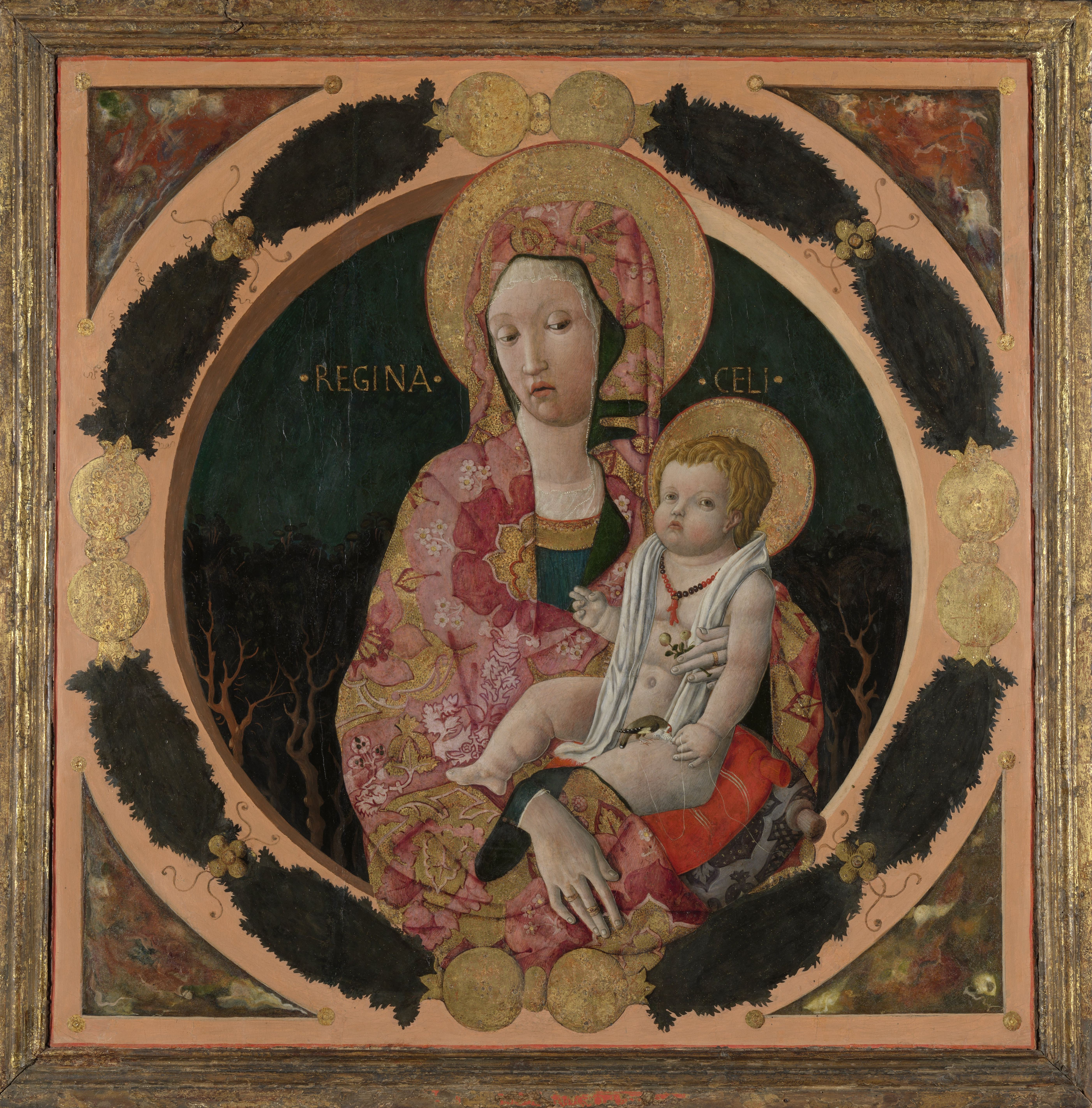